# Młodocin (gromada)
Młodocin (alt. Młodocin Większy)– dawna gromada, czyli najmniejsza jednostka podziału terytorialnego Polskiej Rzeczypospolitej Ludowej w latach 1954–1972.
Gromady, z gromadzkimi radami narodowymi (GRN) jako organami władzy najniższego stopnia na wsi, funkcjonowały od reformy reorganizującej administrację wiejską przeprowadzonej jesienią 1954 do momentu ich zniesienia z dniem 1 stycznia 1973, tym samym wypierając organizację gminną w latach 1954–1972.
Gromadę Młodocin siedzibą GRN w Młodocinie (Większym) utworzono – jako jedną z 8759 gromad na obszarze Polski – w powiecie radomskim w woj. kieleckim, na mocy uchwały nr 13i/54 WRN w Kielcach z dnia 29 września 1954. W skład jednostki weszły obszary dotychczasowych gromad Kosów, Kończyce i Augustów ze zniesionej gminy Kowala, Młodocin Mniejszy ze zniesionej gminy Orońsko oraz Młodocin Większy ze zniesionej gminy Wolanów w tymże powiecie.
1 października 1954 gromada weszła w skład nowo utworzonego powiatu szydłowieckiego w tymże województwie, gdzie ustalono dla niej 19 członków gromadzkiej rady narodowej.
1 stycznia 1956 gromadę włączono z powrotem do powiatu radomskiego.
31 grudnia 1961 gromadę zniesiono, a jej obszar włączono do gromad Wolanów (wieś Młodocin Większy oraz kolonie Żurawieniec i Waliny) i Kowala (wsie Młodocin Mniejszy, Augustów, Kończyce, Kosów Mniejszy i Kosów Większy oraz kolonie Kąty, Błonie, Zabierzów, Kończyce, Krychnowice i Kosów PGR) w tymże powiecie.